# Gastronomia de la Comunitat de Madrid

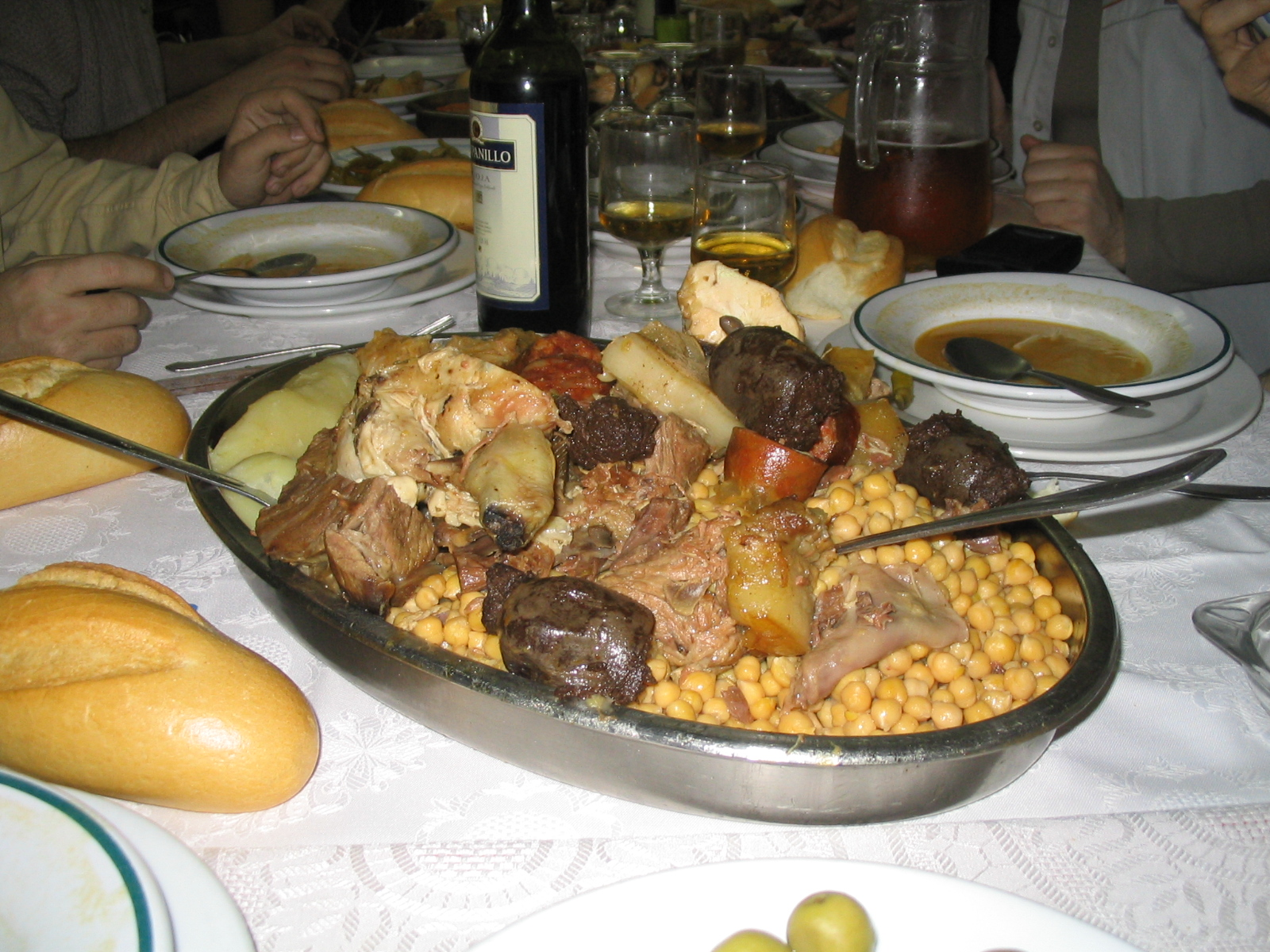
Safata amb cocido madrileño, un plat emblemàtic de la cuina madrilenya.

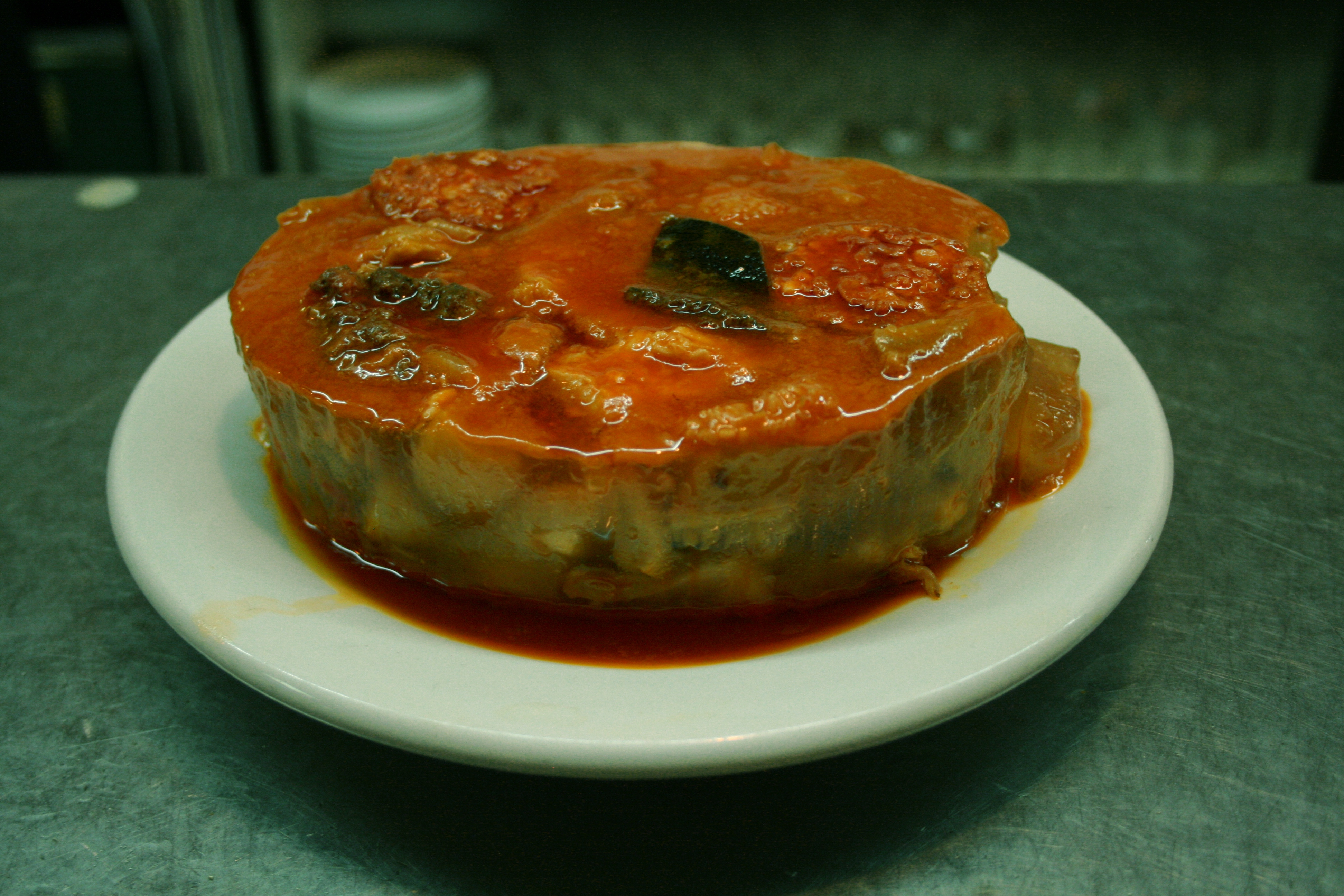
Ració de callos a la madrileña.

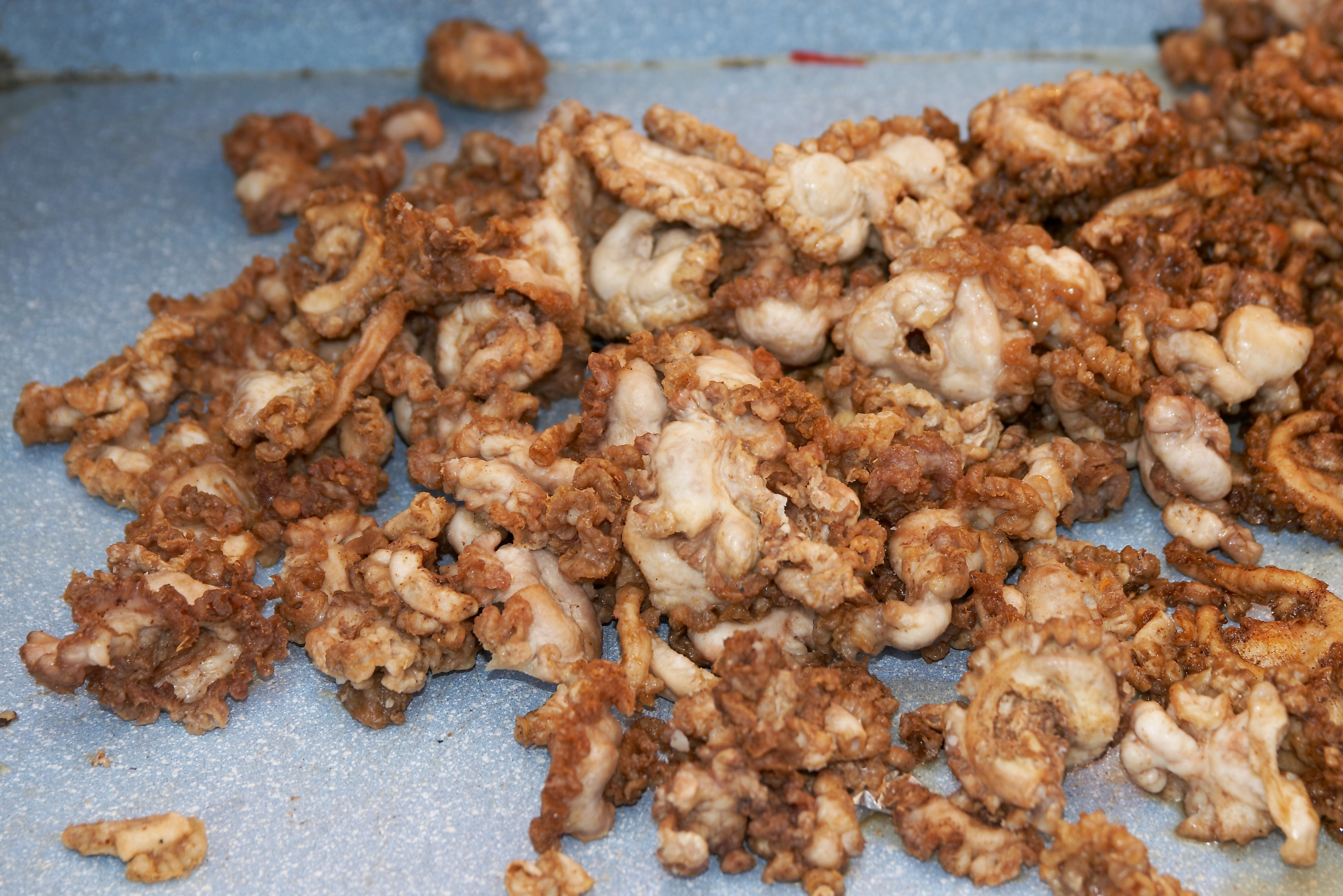
Entresijos recentment fets.

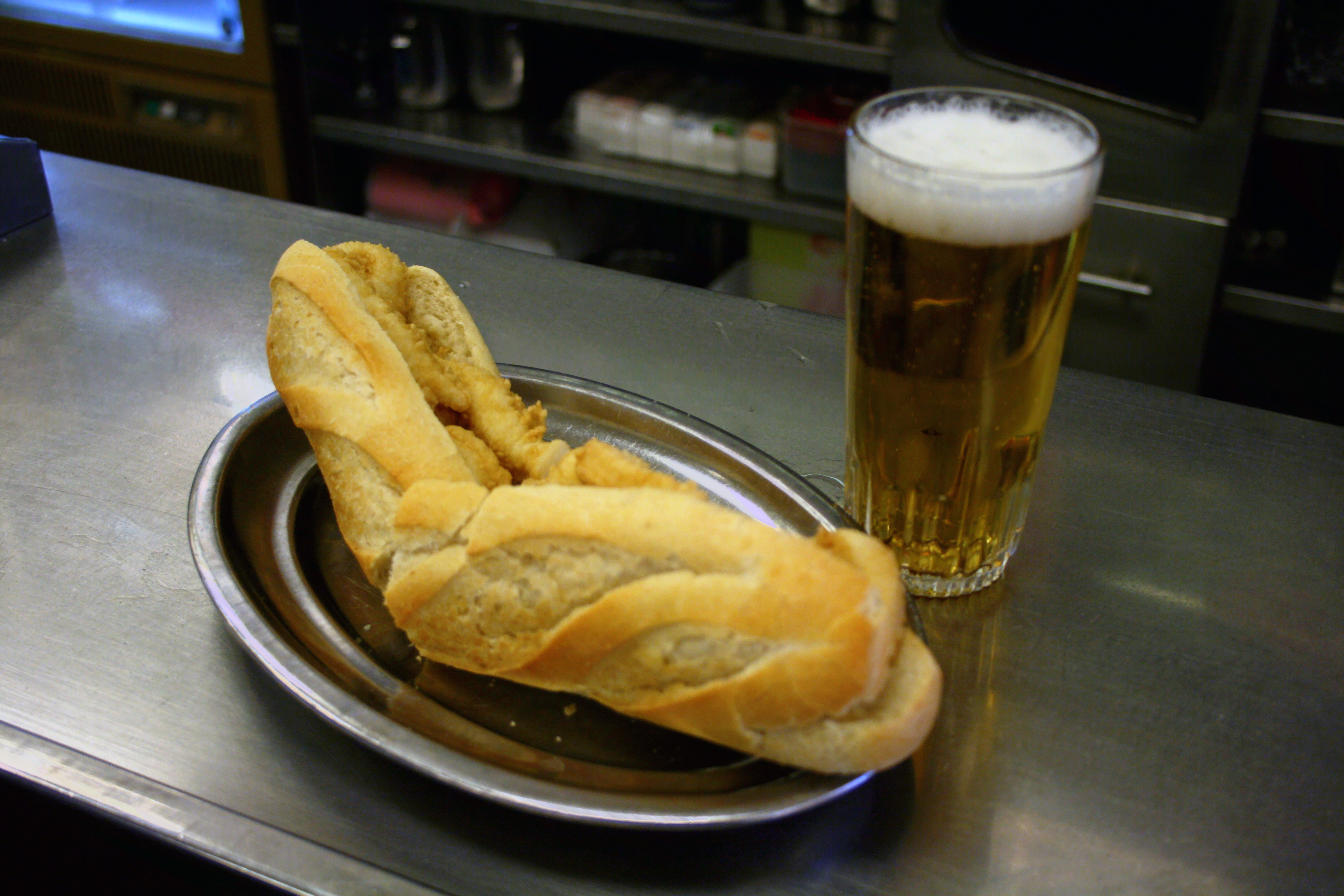
Entrepà de calamars en una barra de pa baguette acompanyat d'una canya de cervesa.

La gastronomia de Madrid posseeix les tradicions culinàries pròpies de la població inicial quan Felip II de Castella va crear la ciutat, i posteriorment dels pobles de la seva pròpia província que van ser aportant les seves viandes a la cuina pròpia de la ciutat de Madrid. Molts dels plats que tenen la denominació «a la madrilenya» són originaris de les tasques i tavernes madrilenyes. Una de les característiques de la gastronomia madrilenya és la seva capacitat d'adaptar plats provinents d'altres zones geogràfiques d'Espanya. Alguns dels plats i costums culinàries més tradicionals tenen el seu origen en l'emigració de poblacions procedents de diverses parts d'Espanya, que va tenir la seva existència al començament de segle xx.3 Avui dia no és estrany observar com els menjars d'altres cultures s'instal·len en nombrosos carrers fent més rica l'oferta i obrint les portes a una cuina fusió.

## Fregits
És freqüent comprovar com l'olor típic de la cuina madrilenya és el de la fregida en oli vegetal: els xurros (elaborats en les xurreries), els calamars a la romana, la truita de patates, els entrepans de calamars, les patates braves, els chopitos, etcètera. Els bars i restaurants acomiaden aquesta olor pels carrers a gairebé qualsevol hora del dia. Segons alguns autors, Madrid és cuina fruit de les presses de les tasques i figones, de plats elaborats ràpid i mostrant sabors per ser acompanyats amb vins de la región.

## Fruites i verdures
L'afició madrilenya pels adobats es pot veure en la seva presència en els llocs festius o de públic. Entre les fruites es pot dir que les temporades marquen el ritme de consum: per exemple, a la primavera-estiu es troba el meló de Villaconejos (usat en el meló amb pernil) i les maduixes d'Aranjuez (emprades a les maduixes amb nata). Entre el consum de verdures destaquen els espàrrecs provinents d'Aranjuez, que de vegades reforcen l'oferta amb altres provinents de La Rioja o València. A l'hivern es troba el raïm de Vila del Prado i es venen castanyes a la brasa pels carrers, a més de cacauets (denominats antigament «pernil de mico»), que en temps eren oferts pels manisers. En el terreny dels fruits secs es troben les glans del Pardo o les ametlles d'Alcalá de Henares, algunes d'elles emprades en rebosteria. És molt popular entre els madrilenys el consum de diverses llegums, destacant sense cap dubte el cigró (ingredient que participa en el potatge, al conegut bullit madrileny, en els cigrons guisats a la madrilenya, etc.). De vegades per influència de les regions properes apareixen llegums com els judiones de la Granja.
En el terreny de les verdures es pot veure l'afició del poble madrileny en els llocs festius pels adobats: cogombrets, olives, escabetxos (freqüents com tapes o en amanida), albergínies d'Almagro, etc., presents sempre en les festes i reunions públiques. Són conegudes les olives a la madrilenya, amb el seu amaniment típic a base de ceba tallada i pebre vermell. El pa va ser antany de gran qualitat, però després de la guerra civil va ser empitjorant progressivament a un pa industrial. Una varietat desapareguda des de 1936, molt popular en la seva època, és el «panet llarg».

## Carns
Dins l'apartat de les carns existeixen moltes variants, destacant per la seva presència en els plats clàssics el consum de triperia. El consum de carn estava restringit en l'antiguitat a les classes més afavorides de la Cort madrilenya i és possible que el seu alt consum deixés una resta de menjars de «segona categoria» que bé va poder haver donat lloc a les gallinejas, als secrets i als calls, les turmes, els zarajos, etcètera, no tots ells purament madrilenys, però sí amb variants i inspiracions d'altres zones geogràfiques d'Espanya. Són populars les broquetes de carn.
L'obertura de l'Escorxador de Madrid l'any 1910 per l'arquitecte Luis Bellido va fer que la distribució de carn a la capital pogués ser més regular. El gust per la carn de caça es pot veure freqüentment en els mercats, trobant-se amb facilitat el senglar, la daina i sobretot la perdiu i el faisà. La provisió d'embotits de zones properes com Salamanca o Extremadura fa que hi hagi sempre com a oferta en els mercats.

## Peix i marisc
La famosa ració de calamars, present en la majoria dels bars de la capital. El consum de peix i marisc és bastant alt, i no és estrany que molts dels plats típics de Madrid incloguin productes de mar. Alguns exemples d'això són el bacallà en salaó, que avui dia té botigues específiques de venda (no sent difícil de trobar a les botigues d'ultramarins), el besuc, els calamars, que estan presents com fregit en algunes preparacions, les sardines (que es veuen a la planxa o en salaó), la tonyina en molles, les truites, etc.
Mercamadrid proveeix de peix fresc a la capital amb gran eficiència. No en va és el segon mercat de peix del món (el primer és el de Tsukiji, a Tòquio). Del mercat central es distribuïen a diversos mercats dins de la ciutat. Els peixos més populars són el bacallà (salaó), el besuc (que es prepara amb la denominació a la madrilenya, és a dir al forn), les sardines (famoses elaborades a la planxa), etcètera. Resulta freqüent veure plats de marisc, com les populars gambes amb allada servides en cassoletes de fang, les grogues gambes en gavardina, la gambes a la planxa, a la malaguenya (cuites en salmorra), etcètera. Entre les preparacions més populars es troba la dels escabetxos de diversos peixos (besuc, bonic, sorells, sardines, etc.), que mantenen el peix comestible durant més temps. Els escabetxos participen en receptes com la de la truita a la madrilenya. Entre els escabetxos es troba el de bonic, que és servit en forma de bloc, sol o acompanyat de pebrots, les sardines escabetxades i els seitons en vinagre. Sense ser originaris de Madrid, tots ells es poden veure freqüentment en bars i llocs de menjars.

## Mercats de Madrid
Nombrosos mercats han proporcionat aliments antany als habitants de la ciutat: el Mercat de San Miguel, el de a Cebada, el de Barceló, etc. L'aparició el 1982 de Mercamadrid ha fet de la capital un dels punts d'abastament de verdura i peix més important d'Europa. Juntament amb l'oferta d'aquestes grans superfícies de proveïments, les botigues d'ultramarins han anat proporcionant de forma especialitzada productes alimentaris a Madrid. En l'actualitat aquests mercats estan sent reformats o demolits pel canvi d'hàbits de consum dels madrilenys pel fet que l'oferta d'aliments mitjançant supermercats de barri i la nova forma de cuinar fan que hi hagi cada vegada menys demanda d'aliments frescos.